# Basteischlösschen

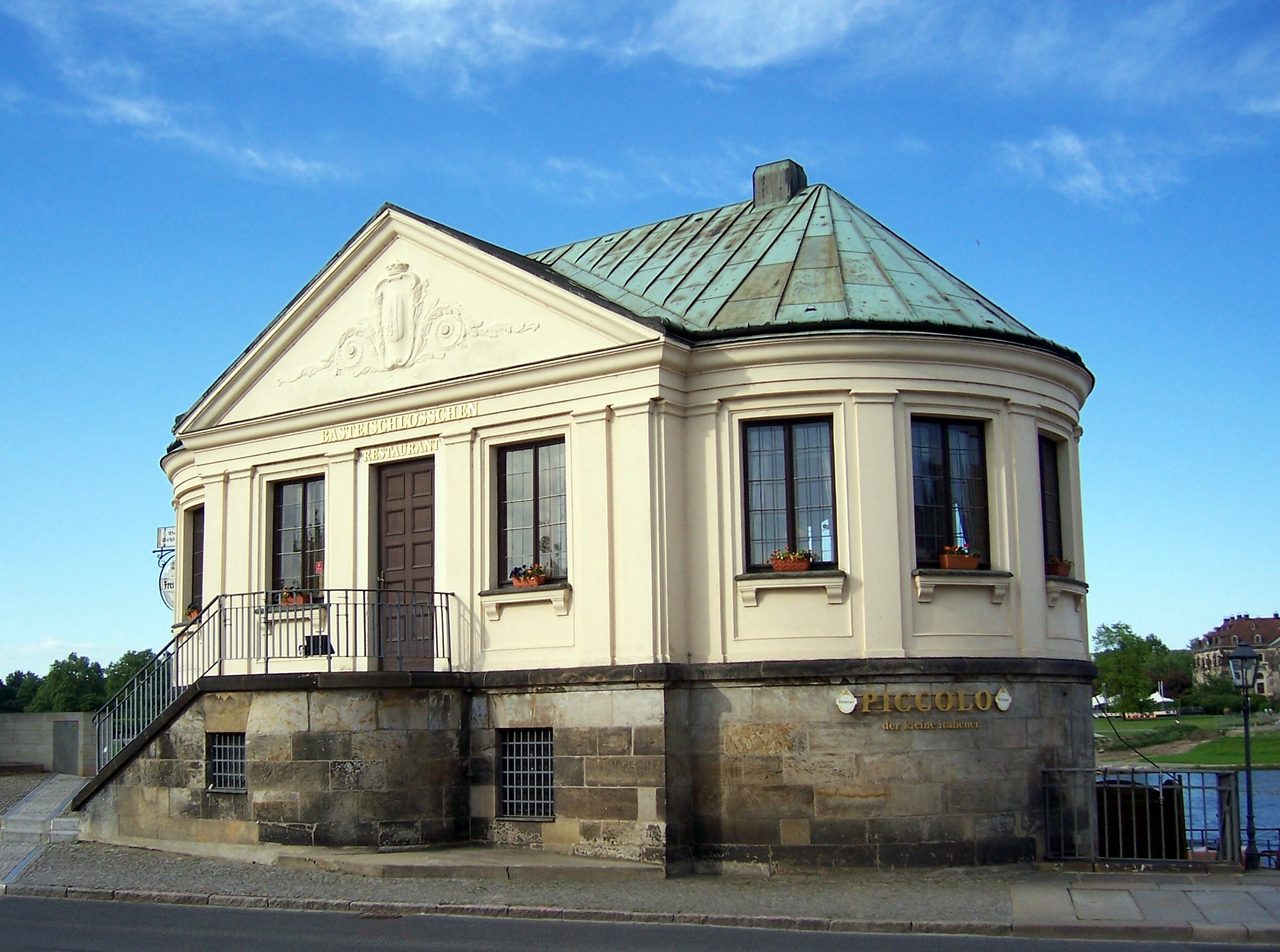
Das Basteischlösschen unweit des Theaterplatzes an der Elbe

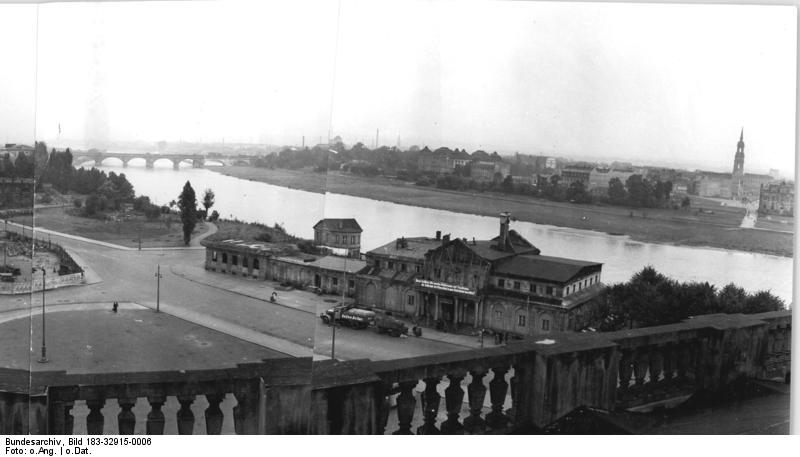
Basteischlösschen hinter dem Italienischen Dörfchen vom Dach der Hofkirche aus gesehen (1955)

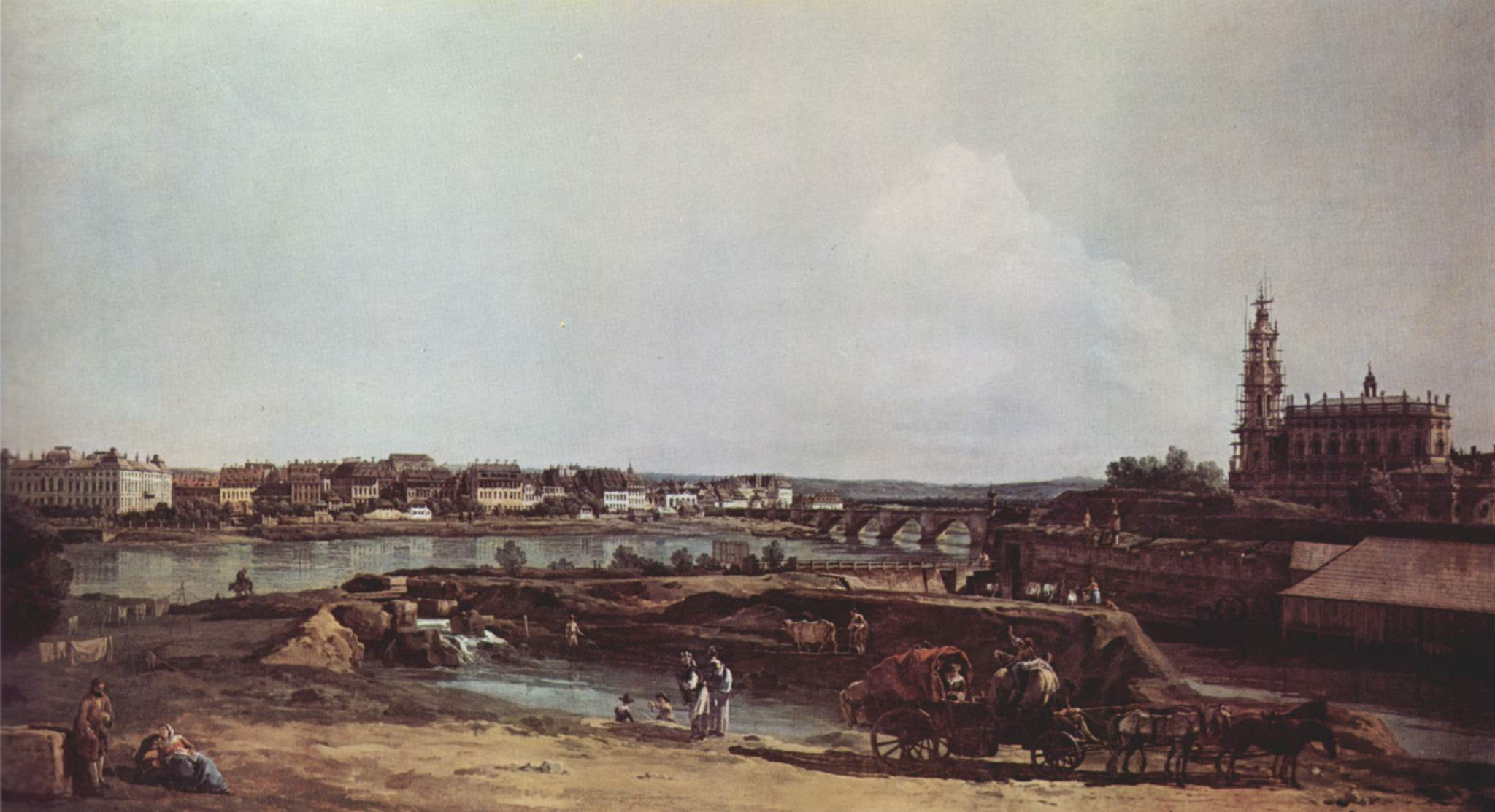
Standort des heutigen Basteischlösschens auf Canalettos Gemälde „Ansicht von Dresden vom linken Elbufer, die Bastion Sol mit Augustusbrücke und der Hofkirche“ von 1748

Das Basteischlösschen ist ein Gebäude in der Inneren Altstadt in Dresden am Terrassenufer. Es steht an der Stelle der Bastion Sol der Befestigungsanlagen am Elbufer nördlich des Theaterplatzes in der Nähe des Italienischen Dörfchens und des früheren Standorts des Hotels Bellevue (1853 bis 1945).
Das Basteischlösschen wurde 1860 mit bis an die Elbe reichenden Terrassen und überdachten Freiplätzen erbaut. Bereits 1910 wurde es für den Bau der Uferstraße abgerissen und 1912 in veränderter Form nach Plänen von Karl Hirschmann neu errichtet.
Bei der Bombardierung Dresdens im Zweiten Weltkrieg wurde das Gebäude zerstört. Nach dem teilweisen Wiederaufbau nutzte der Allgemeine Deutsche Motorsport Verband es bis 1980 als Büro. Danach erfolgte die Erneuerung des Basteischlösschens und die Nutzung als Restaurant.